# Gustav Hrejsa
JUDr. Gustav Hrejsa (29. listopadu 1889 Vilémov – 6. září 1966 Praha) byl český právník a synodní kurátor Českobratrské církve evangelické.

## Život
Narodil se 29. listopadu 1889 ve Vilémově u Golčova Jeníkova a zemřel 6. září 1966 v Praze. Doktorem práv byl promován 20. prosince 1919, Ministerským radou byl jmenován 1938. Pracoval na Ministerstvu školství a národní osvěty (1920-1942), Ministerstvu lidové výchovy (1942-1945), Ministerstvu informací (1945-1948).
Úřad synodního kurátora zastával v letech 1953–1959. Deset let se podílel na přípravě trojdílné biblické konkordance.